# Anonyme Gamblere
Anonyme Gamblere eller Gamblers Anonymous (GA) er en brugerstyret og ikke-kommerciel selvhjælpsgruppe for mennesker, der har ludomani eller anden tvangsafhængighed af væddemål og spil. Gruppen findes over det meste af den vestlige verden, hvor der afholdes ugentlige møder for anonyme spilafhængige.

## Grundlag, ide og program
Stadig flere mennesker i den vestlige verden spiller spil, og et stigende antal udvikler spilafhængighed. Spilafhængighed kaldes også for ludomani, som anslås at omfatte cirka halvanden procent af befolkningen. Det vigtigste formål med GA er, at gamblere kan støtte hinanden gensidigt i at stoppe med at spille. I gruppen kan de dele erfaring, styrke og håb til at komme sig over deres spilafhængighed.

Som deltager er det samtidig muligt, men ikke nødvendigt, at følge GA’s behandlingsprogram. GA bygger på de tolv-trins-programmer, der oprindeligt blev udviklet af Anonyme Alkoholikere (AA). Grundlaget er således en række filosofiske og spirituelle behandlingsprincipper, der ikke er knyttet til nogen religion eller politisk ideologi. GA-programmet indeholder godt nok et gudsbegreb, men det er helt op til de enkelte deltagere selv, hvad de hver især vælger at forstå ved gud, der f.eks. kan betyde fællesskabet, universet, naturen, kærligheden, menneskeheden eller livet eller noget helt andet. Grundtanken med GA er, at spilafhængighed eller ludomani både er en fysisk, psykisk og åndelig sygdom, der må behandles gennem et handlingsprogram med tolv trin:
1.    Vi indrømmede, at vi var magtesløse over for spil, og at vi ikke kunne klare vores eget liv.
2.    Vi kom til den erkendelse, at en magt større end os selv kunne give os vor sunde fornuft tilbage.
3.    Vi besluttede, at lægge vor vilje og vort liv over til Gud, sådan som vi opfattede Ham.
4.    Vi foretog en grundig og uforfærdet moralsk og økonomisk selvransagelse.
5.    Vi indrømmede over for Gud, for os selv og for et andet menneske, nøjagtig hvordan det forholdt sig med vore fejl.
6.    Vi var helt indstillet på at lade Gud fjerne alle disse karakterbrister
7.    Vi bad Ham ydmygt fjerne alle vore fejl.
8.    Vi lavede en liste over alle de mennesker, vi havde gjort fortræd, og vi var villige til at gøre det godt igen.
9.    Vi gik direkte til disse mennesker, såfremt vi ikke derved ville såre dem eller andre.
10.   Vi fortsatte med vor selvransagelse, og når vi havde fejlet, indrømmede vi det straks.
11.   Vi søgte gennem bøn og meditation, at forbedre vor bevidste kontakt med Gud, sådan som vi opfattede Ham, idet vi bad om at få at vide, hvad der var Hans mening med os og om styrke til at udføre den.

12.  Når vi som følge af disse trin, havde haft en åndelig opvågen, forsøgte vi, at bringe budskabet videre til andre spillere og at praktisere disse principper i alt hvad vi foretog os

## Historie
GA blev grundlagt i 1957 af Jim Willis, der var medlem af AA og overførte sine erfaringer derfra. Det første møde i GA blev afholdt i 1957 i Los Angeles i Californien. I 1964 bredte GA sig til England, hvor der blev afholdt møde i London. GA har siden bredt sig til hele verden

## I Danmark
Gamblers Anonymous findes også i Danmark. Her kaldes gruppen Anonyme Gamblere. Det eneste krav for at deltage i møderne er, at man har et ønske om at holde op med at spille.